# Бой при Турно
Бой при Турно — один из боёв русско-турецкой войны 1768—1774 годов, произошедший 27 мая (7 июня) 1771 во время кампании в Валахии и Северной Добрудже.

## История
25 мая отряды генерал-поручика Н. В. Репнина и генерал-майора Г. А. Потёмкина подступили к Турно (ныне румынский город Турну-Мэгуреле) – мощной крепости, остававшейся у турок на левом берегу. Репнин не решился ее штурмовать и решил отойти к Бухаресту, чтобы не оголять значительный участок левого берега. 

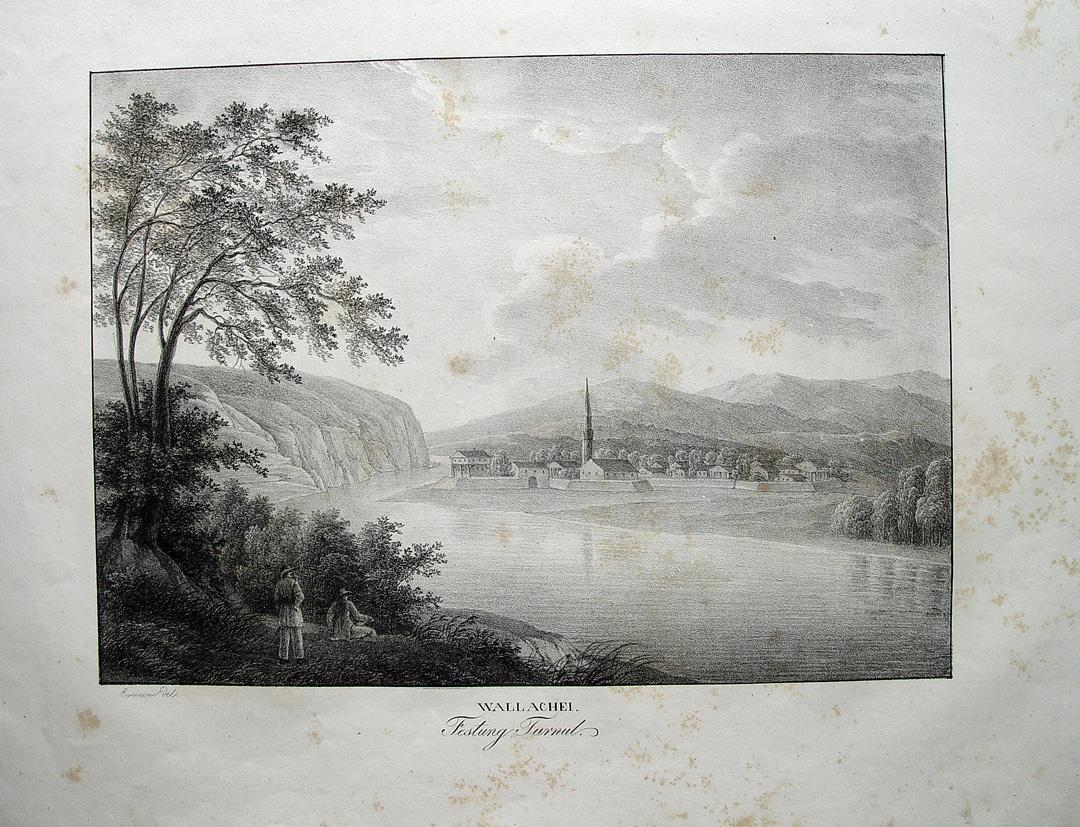
Крепость Турно, гравюра А. Кунике, 1826

Воспользовавшись уходом русских сил, 6-тысячный отряд сераскира Ахмед-паши переправился на левый берег из Рущука и 26 мая атаковал Журжу. Узнав о подходе турок к Журже, Репнин двинулся форсированным маршем к этой крепости, одновременно приказав Потёмкину оставаться два дня у Турно, чтобы наблюдать за противником и не позволять ему высылать подкрепления к Журже.
Утром 27 мая турки переправились из Никополя в Турно и в три часа дня заняли тет-де-пон, построенный русскими солдатами для атаки крепости. Потёмкин силами пехотного батальона и двух эскадронов карабинеров, переброшенными на угрожающий участок, отбил тет-де-пон, уничтожив в штыковой атаке его защитников.
Одновременно турецкая конница (3000 сабель) атаковала основные силы, опрокинула легкие войска и зашла с тыла, заняв деревню Мигуряны. Благодаря поспешно собранным резервам атака конницы была отбита и Мигуряны возвращены. Турки отступили в Турно.
В ночь на 28 мая Потёмкин, испытывавший недостаток в продовольствии, отвёл свой отряд от Турно и двинулся в направлении Русе-Веде.